# Gaio Annio Tiberiano
Gaio Annio Tiberiano (latino: Gaius Annius Tiberianus; fl. 325-337) fu un politico dell'Impero romano.
Tra il 325 e il 326 fu comes Africae; nel 332 è attestato come comes Hispaniae, per poi divenire vicarius Hispaniarum nel 335. Tra il 336 e il 337 resse la prefettura del pretorio delle Gallie.
Secondo Sofronio Eusebio Girolamo era una persona di una certa cultura; forse va identificato col poeta Tiberiano.